# Justyna Krawiec
Justyna Krawiec (ur. 1988) – polska poetka.
Laureatka Nagrody Głównej XVI Ogólnopolskiego Konkursu Poetyckiego im. Jacka Bierezina w 2010 za projekt tomu Stan oraz wyróżniona w VIII Ogólnopolskim Konkursie Literackim „Złoty Środek Poezji” 2012 na najlepszą debiutancką książkę poetycką roku 2011 za tom chłód. Publikowała w Arteriach, Nowej Okolicy Poetów i Toposie.

## Poezja
- chłód (SPP Oddział w Łodzi, Śródmiejskie Forum Kultury - Dom Literatury, Łódź 2011)
- Dzikie dzieci. Antologia laureatów konkursu im. Jacka Bierezina (SPP Oddział w Łodzi - Dom Literatury, Łódź 2014) - red. Zdzisław Jaskuła i Andrzej Strąk.